# Jordanoleiopus benjamini
Jordanoleiopus benjamini là một loài bọ cánh cứng trong họ Cerambycidae.